# Toledo (stacja kolejowa)
Toledo – stacja kolejowa w Toledo, w regionie Kastylia-La Mancha, w Hiszpanii. Znajdują się tu 2 perony.